# Aerogel
Aerogel er et nanoteknologisk porøst faststof med verdens laveste massefylde. Aerogel består af og fremstilles af f.eks. en silicium- eller kulstof-baseret substans og porerne indeholder en eller anden gas. Aerogel består f.eks. af 99,8% atmosfærisk luft og er et stift nanoskum med en typisk massefylde på 3 mg per cm3, hvilket er det samme som 3 kg/m3.
Det vil flyde opad i ren xenon- eller radongas ved 101,325 kPa/m (=1 atm.), da det pt. letteste aerogels massefylde kun er 2–3 gange atmosfærisk lufts massefylde. Det har fået øgenavnene frossen røg eller blå røg.
Aerogel ser blåligt ud, fordi siliciumdioxyd spreder elektromagnetiske bølger med korte bølgelængder, meget ligesom himlens luft i dagtiden. Fænomenet kaldes Rayleigh-spredning. Aerogel føles som hårdt plastskum.

## Egenskaber
Silicium-baseret aerogel har mange interessante egenskaber:
- Høj dendritisk struktur
- Ekstremt lav varmeledningsevne (ca. 0,0135–0,017 W/mK), hvilket giver aerogel dens utrolige varmeisolationsegenskaber.
- Et smeltepunkt på 1.200 °C.
- Et indre overfladeareal på op til 1.000 m²/g.

Indtil 2011 havde aerogel 15 rekorder i Guinness Rekordbog for materialeegenskaber, hvilket omfatter bedste isolator og laveste massefylde. Aerogel kan belastes med indtil 4.000 gange sin egen vægt uden at falde sammen.
Aerogel blev første gang skabt af Steven Kistler i 1931.

## Anvendelser
Hvem kommer først med at lave (næsten) lufttomt aerogel til luftfartøjer, selvfølgelig med lavere massefylde end luft? Der er faktisk lavet aerogel med helium som gas, der er lettere end luft.
Det forventes at kulstofbaseret aerogel kan anvendes i kondensatorer (navngivet ultrakondensator og aerokondensator) med en kapacitet på op til 40 farad per cm3. Energitætheden i dem kan være stor og de kan holde energien i uger.
Pga. aerogels gode stødabsorptionsegenskaber vil man kunne lave bedre styrthjelme med det.
Det vil kunne anvendes til at isolere boliger, køleskabe, frysere eller måske luftfartøjer og rumfærger.